# Webera rostrata
Webera rostrata là một loài Rêu trong họ Bryaceae. Loài này được (A. Jaeger) Broth. miêu tả khoa học đầu tiên năm 1924.